# تروي دانيلز
تروي دانيلز (بالإنجليزية: Troy Daniels)‏ مواليد 15 يوليو 1991، هو لاعب كرة سلة أمريكي يلعب مع فريق شارلوت هورنتس في الرابطة الوطنية لكرة السلة ويحمل الرقم 30. يبلغ طوله 6 قدم 4 بوصة (1.9 م).

## فرق لعب لها
- هيوستن روكتس
- مينيسيوتا تيمبر وولفز
- شارلوت هورنتس

## روابط خارجية
- تروي دانيلز على موقع إن بي أي (الإنجليزية)
- تروي دانيلز على موقع سبورتس رفرنس (الإنجليزية)
- تروي دانيلز على موقع كرة السلة الأوروبية.كوم (الإنجليزية)
- تروي دانيلز على موقع إي إس بي إن.كوم (الإنجليزية)
- تروي دانيلز على موقع كلية كرة السلة في سبورتس رفرنس.كوم (الإنجليزية)
- تروي دانيلز على موقع ريلجم (الإنجليزية)
- تروي دانيلز على موقع بروبوليرز (الإنجليزية)
- تروي دانيلز على موقع سبورتس رفرنس (الإنجليزية)